# 蝦醬雞
虾酱鸡（Har Cheong Gai/Prawn Paste Chicken）是一道新加坡与马来西亚的经典菜肴。

## 特点
虾酱鸡是采用油炸的一道料理，虽然使用的虾酱源自大陆广东海南，但却是一道地地道道的新加坡本地菜肴。
虾酱鸡一般选用鸡翅中段，选用的腌制酱料 -- 虾酱必须要足够浓厚，否则味道无法渗入鸡肉，就和普通炸鸡毫无区别。除虾酱外，还包括香油，糖，绍兴酒，蚝油等，同时还要加入用面粉或薯粉，鸡蛋，水，自发粉调成的面糊，这也是虾酱鸡不同于普通炸鸡最大的区别之处。经过一整夜的腌制入味以后，直接可以下油锅炸。

## 由来
据传是著名老字号黎三元酒家发明。黎家夫妇经朋友启发，将原本用作蘸料的虾酱改作腌制鸡肉的酱料，并加以改进腌制的技术，最终成为一道招牌虾酱鸡。由于名声在外，渐渐成为流行于新加坡马来西亚的一道家常料理。